# Алтун (Псковская область)
Алтун — деревня в Новоржевском районе Псковской области. Входит в состав Вехнянской волости.
Расположена на юго-западном побережье озера Алтун, в 19 км к западу от райцентра, города Новоржев, и в 4 км к западу от волостного центра Вехно.
Численность населения деревни по состоянию на 2000 год составляла 49 жителей.
До 2005 года входила в состав ныне упразднённой Алтунской волости с центром в д. Вехно.

## Достопримечательности
- Усадьба помещиков Львовых. Сохранился старинный парк с вековыми деревьями, заложенный в конце XVIII века, а также ряд зданий усадьбы[2].